# عبد الله العسكر
[[حذف | [الحاجة إلى مراجعة المصادر والمعلومات ،وأنا من أنشأ هذه الصفحة لأول مرة على ويكيبيديا بتاريخ ١٤ يوليو عام ٢٠٢٠م، تحت حساب باسم: AAA y7, وأهيب بالاستجابة للطلب ولا أسمح مخالفته، وهذا من صميم الحقوق التي تحميها الملكية الفكرية؛ فمما تحميه: حق المؤلف،(المادة السابعة من نظام حماية الملكية الفكرية والحقوق المترتبة عليها) والبراءات…إلى آخر مجالتها، ينظر: ملف: مشروع نظام الملكية الفكرية (ص٤) ]}}عبد الله العسكر (1860م - 1931م) / (1277 هـ - 1350 هـ)،[بحاجة لمصدر] هو أمير المجمعة ومنطقة عسير وملحقاتها، والده هو الأمير إبراهيم بن سليمان العسكر أمير المجمعة في عهد الإمام فيصل بن تركي، وكانت إمارته بإقرار فيصل بن تركي.

## حياته
اسمه الكامل هو عبد الله بن إبراهيم بن سليمان بن حمد بن سليمان بن إبراهيم بن بدر بن محمد العسكر. ولد في المجمعة عام 1277هـ ودرج في بيت والده الأمير إبراهيم، فكانت مسامعه تعي حديث والده وأعمامه وعشيرته أحاديث ذلك الزمن وصراعاته، وقد أدرك التحول الذي مرت به البلاد، في زمن الإمام عبدالله الفيصل، وما أعقبه من النزاع، ثم ولاية الأمير محمد بن عبدالله بن رشيد، الذي أقرّ الأمير عبد الله في إمرة المجمعة بعد وفاة والده، ثم امتدت إلى زمن الأمير عبدالعزيز بن متعب الرشيد، إلى أن أفضت البلاد إلى يد الملك عبدالعزيز حينما استردها، فأقرّ الأمير عبد الله في إمارته.

### ولايته للإمارة
ولي الأمير عبد الله بن إبراهيم العسكر الإمارة بعد وفاة والده سنة 1314هـ، وأقرّه عليها الأمير محمد بن عبدالله بن رشيد، وأدرك من زمنه في الإمارة عامًا واحدًا ثم خلفه في الإمارة ابن أخيه الأمير عبدالعزيز بن متعب بن رشيد

### وصف الحقبة الأولى من عصره
اتّسمت ولاية الأمير عبد الله بن إبراهيم العسكر منذ أن تقلّد الإمارة بالحكمة وحسن الإدارة، ورعاية أحوال ذلك الوقت في تقلبات الولاية، فكان يقدِّم مصالح بلده على كل اعتبار، فلم يَلجْ في منعطفات تلك الحقبة وكان يتّقيها ما استطاع، وبهذه السياسة استطاع أن يجنب المجمعة أيّ مواجهة، ونأى ببلده عن الخلاف، فلم ينكث عهدًا، ولم يدخل في صراع أو حرب لا يدرى لمن تكون العاقبة فيها، وإنما كان مسالمًا مع أكابر زعماء عصره بدهاء وحنكة.

### معركة الصريف
ولما قامت الحرب على أتونها (معركة الصريف) بين مبارك الصباح، وعبدالعزيز بن متعب الرشيد وهبّ كل منهما لملاقاة خصمه، أراد ابن صباح أن يستجير بالأمير عبد الله العسكر في صفقته، فأبى الأمير عبد الله أن يدخل في هذا الشقاق، ولم يُحفظ عليه موقف، وإنما آثر البعد بنفسه وببلده عن تلك المدلهمة.

### إمارته لعسير
اتّسمت إمارة الأمير عبد الله العسكر في عسير بحسن الإدارة واستتباب الأمن، على سعة رقعتها وكثرة مشكلاتها وصعوبة تضاريسها وكونها متاخمة للزعيمين: الإمام يحيى والإدريسي. واقتدر الأمير عبد الله على إنجاز مهمّات جليلة تنمُّ عن مقدرة فائقة، وحنكة سياسية. أصابت فراسة الملك عبد العزيز حين عهد إليه بالإمارة.
يقول مرافقه وكاتبه وأمين سره تركي بن ماضي متحدثا عنه: استمر الأمير المذكور في عمله مدة تسع سنوات، وكانا خلالها مثالًا للعدل، وسعة الحلم، وتحكيم الشرع، وقد ازدهرت البلاد في عهده وعمّها السكون والاطمئنان.

### علاقته بآل سعود
كانت للأمير عبد الله العسكر صلات ممتدّة بأعلام عصره من الحكام والعلماء وزعماء البادية وغيرهم، وكانت له بالإمام عبدالرحمن الفيصل آل سعود صلة وثيقة، إذ كان يكتب إليه أيام إمارته في المجمعة بما يجدّ في الشؤون السياسية لتلك الحقبة، وممن له به مزيد اختصاص الأمير محمد بن عبدالرحمن بن فيصل، وغيره في جملة كبيرة من أفراد البيت السعودي. وكانت له صلة ومعرفة بأمير مكة الشريف الحسين بن علي.

## حياته الخاصة

### آل عسكر
آل عسكر من آل بدر من الأشاجعة من المحْلَف من الجلاس، والجلاس أحد جِذمي مسلم، ومسلم أحد فرعي عنزة القبيلة العدنانية الشهيرة.
وأسرة العسكر أسرة عريقة النشأة؛ مما جعلها تتبوأ صدارة بين أهلها، أهّلتهُم لتولي الإمارة سنين طويلة، وقد حفّ بهذه الصفة تعدد بيوتها، وثراء جملة من أهلها داخل المجمعة وخارجها. وكانت الأسرة تُعرف بهذا الاسم الجامع الذي ساقه ابن لعبون، وهو آل بدر؛ نسبةً إلى الجد الأول بدر، ثم عرفت بلقب العسكر.
يقول الشيخ إبراهيم بن صالح بن عيسى أثناء حديثه عن نشأة المجمعة: (وتداول رئاسة بلدة المجمعة ذرية عبد الله الشمّري، إلى أن ضعفوا وغلبهم عليها آل عسكر)
يقول الشاعر:
ولّا ابن عــســكر مــعـــروف *** شــــيــــــــــــخٍ بالفيحــــــاء به نــــــوف *** نــــال المـجــد بضرب سـيـوف *** زمـــــــان عـــــــصــور الغــارات

### والده
والد الأمير عبد الله هو الأمير إبراهيم بن سليمان العسكر، أحد أبرز الأمراء في نجد في عصره، والذي أقرّه الإمام فيصل بن تركي أميرًا للمجمعة، وعرف عنه الحزم في الرأي، وحسن السياسة، وقوة الشخصية، والحزم البالغ في الحق. توفي عام 1314هـ في حائل منصرفا من الأمير محمد بن عبد الله الرشيد وكان في زيارة له.

### شخصيته
كان الأمير عبد الله أقرب إلى الطول، يخضب لحيته بحمرة تضرب في السواد، قليل شعر العارضين، إذا جلس في مجلسه اعتجر بكُوفيَّته. وكان كما نعته من عاصره مهيبًا، قوي العارضة، حاضر الجواب، سديد الرأي، حسن التدبير، كبير العقل، ومجمل القول في صفاته ما أوجزه تركي بن ماضي (حيث رافقه في عسير) في مذكراته بقوله: (كان حكيما صائب الرأي، موفقًا في أقواله وأعماله) وقال في موطن آخر: كان حكيمًا سياسيًا محنّكًا
وقد كان الأمير عبد الله - رحمه الله- مقدراً للعلماء والقضاة وطلاب العلم، حافظاً لقدرهم، مدركاً لأهميتهم، مبرزاً لدورهم، ولهم في مجالسه الصدارة، وكان لا يرضى بالإفْتِيَاتٌ عليهم أو الاستطالة في أعراضهم، حتى أن أحد قضاة عصره حضر مجلسه أحد الخصوم، فأقذع هذا الخصم في الكلام وجاوز حدّه، فنهره القاضي، فاستطال الخصم مشيرًا بيده إلى القاضي، وحين بلغت القضية الأمير عبد الله، أحضر هذا الخصم عنده، وأدّبه أدبًا بليغًا وأوجعه، وجعله نكالًا للعامة، فكان حديث الناس

## وفاته
كانت وفاته في بلدته المجمعة يوم السبت، التاسع من شهر ربيع الأول عام 1350 من الهجرة، بعد أن تمكن المرض منه، ولم يلبث الملك عبدالعزيز حينما بلغه خبر وفاته إلا أن أبرق لبنيه معزّيًا ومواسياً، ومعربًا لما يكنّه للأمير عبد الله من تقدير.
وحين شَخَصُوا إليه في الرياض (أبناء الأمير عبد الله لمقابلة الملك عبد العزيز) أبدى الملك عبدالعزيز لأبناء الأمير عبد الله أسفه على فقده ومما قال لهم: إذا كان والدكم الأمير عبد الله قد توفي، فأنا والدكم.
يقول فيلبي: (توفي عبد الله بن عسكر أثناء إجازة اضطرارية بعد أن ترك أحد أبنائه ينوب عنه، واستمر يقوم بدور الحاكم.) وهو الأمير عبد العزيز بن عبد الله العسكر، ثم خلفه الأمير تركي بن أحمد السديري خال الملك سلمان
وقد أدلى الأمير عبد العزيز بن عبد الله العسكر بنصيب في إنها ترسيم الحدود بين المملكة العربية السعودية واليمن وكان أحد أعضاء وفد الملك عبد العزيز في مؤتمر أبها الذي عقد مع الوفد اليمني.

## خَلَفه في الإمارة
لمّا صدر أمر الملك عبدالعزيز بن عبدالرحمن بتعيين الأمير عبد الله بن إبراهيم العسكر أميرًا على عسير، عيّن مكانه على المجمعة ابنه الأمير عبد العزيز بن عبد الله العسكر، وبعد عودة الأمير عبد الله من عسير ولظروفه الصحية عيّن الملك عبد العزيز ابنه الأمير عبد العزيز بن عبد الله أميرًا على عسير وابنه محمد بن عبد العزيز أميرًا على المجمعة، وبعد وفاة محمد بن عبد العزيز رجع والده عبد العزيز إلى المجمعة أميرًا. وفي عام 1358هـ ونظرًا لظروفه الصحية طلب من الملك عبد العزيز إعفاءه من الإمارة.

## في الشعر
كان الأمير عبد الله العسكر جوادًا مُمدحًا، وبينه وبين كبار الشعراء علاقة وثيقة العرى. يقول الشاعر الكبير إبراهيم بن عبد الله بن جُعيثن المتوفى سنة 1362هـ مادحًا الأمير عبد الله:
يا النفس ليتك عن عَشيري مجيزه
شيمي ترا الشيماتُ راس المعزّة
يا ديب هيّـا باديٍ لي اعُــويـزه
للّيـث عـبـدالله كتــابٍ اكــزّه
فَرز الوغى يوم الثميريِ نزيره
عمّار دمّار لــمــا يسـتـفزّه
لك اشتكي طفلٍ رماني ابريزه
صدّه يحط بثومة القلب حزّه
ولم تكن شهرة الأمير عبد الله العسكر حجرًا على قومه وعشيرته في المجمعة وسدير، أو في محل ولايته، بل إن سيرته تنادي عليه، ومن ذلك قول أحد شعراء عنزة وهو يعدد كبار رجال القبيلة:
ومنّا ابن عسكر ثم منّا بن وطبان
وبن مهنا مسْقى العدا سمْ دابي